# SS Espagne (Anversois, 1909)
 (juillet 2025).
Pour les articles homonymes, voir Espagne (homonymie).
Le Espagne est un cargo belge lancé en 1909 et torpillé par sous-marin UC-71 dans La Manche au large de la Pointe de Sainte-Catherine, à l'Île de Wight, (Royaume-Uni), alors qu'il se rendait du Havre (France) à Newport (Monmouthshire, Royaume-Uni).

## Construction
Espagne a été lancé le 6 février 1909, avec le numéro de la cour 40 au Chantiers Navals Anversois à Hoboken, Anvers, Belgique. Il a été achevé le mois suivant, ayant été commandée par la société de transport Anvers Armement Adolf Deppe.
Le navire était de 71,8 mètres de long, avec un faisceau de 11 mètres. Il avait une profondeur de 3,73 mètres. Le navire a été évalué à 1 463 tjb. Il avait un moteur à triple expansion entraînant une seule hélice, la vapeur étant alimentée par deux chaudières. Le moteur a été évalué à 150 nhp. Il a été fait par le moteur marin du Nord-Est Co Ltd. de Hartlepool (Comté de Durham, Royaume-Uni). Son équipage comptait 24 marins.

## Le naufrage
Le 25 décembre 1917, Espagne était sur lest sur un voyage du Havre (Seine-Maritime, France) à Newport (Monmouthshire, Royaume-Uni). À 6h35, Espagne a été frappé par une torpille du sous-marin UC-71 au large de la Pointe de Sainte-Catherine (Île de Wight, Royaume-Uni). Le navire a coulé à une profondeur de plus de 40 mètres, avec la perte de 21 hommes. Seuls trois hommes ont survécu au naufrage et ont été secourus peu après.

## L'épave
L'épave se trouve de 40 à 50 mètres de profondeur et est surtout cassée. Le moteur se trouve sur le côté et les deux chaudières se dressent sur une extrémité. L'épave repose à 50° 26′ 30″ N, 1° 29′ 31″ O.